# Martin Antoine Ryerson

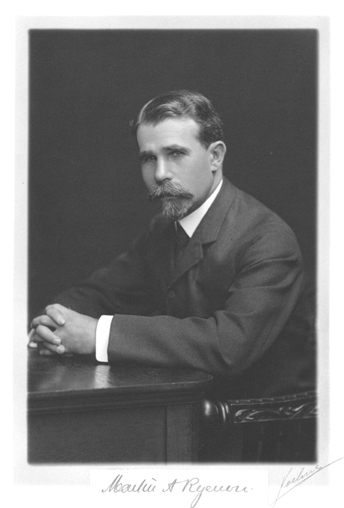
Martin A. Ryerson

Martin A. Ryerson (* 26. Oktober 1856 in Grand Rapids, Michigan; † 11. August 1932 in Lake Geneva, Wisconsin) war ein amerikanischer Jurist, Unternehmer, Kunstsammler und Mäzen. Der Großteil seiner Kunstsammlungen befindet sich heute als Stiftung im Art Institute of Chicago.

## Leben
Seine Eltern, der Holzhändler Martin Ryerson und seine Frau Mary Antoine Campau, siedelten sich 1851 in Chicago an. Neben dem Holzgeschäft investierte der Vater zudem erfolgreich in Immobilien, Bankgeschäften und der Elgin Watch Company und erwirtschaftete so ein beachtliches Vermögen. Standesgemäß erhielt der Sohn Martin Antoine Ryerson kostspieligen Unterricht an Privatschulen in Paris und Genf. Es folgte ein Jura-Studium an der Harvard Law School, welches er 1878 mit Diplom abschloss. Bis zum Tode seines Vaters 1887 arbeitete Martin A. Ryerson als Rechtsanwalt, bevor er mit 34 Jahren die Leitung des Unternehmens Martin Ryerson & Company übernahm. In den 1890er Jahren zog er sich jedoch aus dem Unternehmen zurück, um sich fortan den Aufbau seiner Kunstsammlung und philanthropischen Aufgaben zu widmen. Seit 1881 war Ryerson mit Caroline Hutchinson verheiratet.

## Der engagierte Bürger
Ryerson gehörte 1890 zu den Mitbegründern der University of Chicago, wo er Mitglied im Gründungskuratorium war und bis 1922 blieb. Zu seinen Stiftungen an die Universität gehörte das nach seinem Vater benannte Ryerson Physical Laboratory. Beeinflusst durch die World Columbian Exposition im Jahr 1893 wurde Ryerson Mitbegründer des Field Museum of Natural History und wirkte viele Jahre im Kuratorium dieses Museums. Bereits seit 1890 war er im Kuratorium des Art Institute of Chicago und gehörte diesem Gremium bis zu seinem Tod 1932 an. Dem Museum stiftete er eine Kunstbibliothek (Ryerson Library) und nach seinem Tod den Großteil seiner umfangreichen Kunstsammlung. Bis heute ist dies die größte Stiftung, die das Museum jemals erhielt. Seine Frau Caroline vermachte nach ihrem Tod weitere Kunstwerke der Sammlung dem Museum. Die Universität und die Museen, welche Ryerson bereits zu Lebzeiten wiederholt finanziell unterstützt hatte, erbten zudem nach seinem Tod weitere beträchtliche Geldmittel. Die 1904 gegründete öffentliche Bibliothek seiner Geburtsstadt Grand Rapids, ist ebenfalls eine Stiftung von Martin A. Ryerson und trägt ebenso den Namen Ryerson Library.

## Die Kunstsammlung
Martin A. und Caroline Ryerson sammelten zunächst Gemälde alter Meister und statteten damit ihre Villa am Chicagoer South Drexel Boulevard aus. Hierzu zählten Werke von Gerard David, Johann Koerbecke, Hans Memling, Rogier van der Weyden, Jacopo da Pontormo, Giovanni di Paolo, Antoine Watteau und Francisco de Goya. Angeregt durch die Weltausstellung 1893 und den dort gezeigten französischen Impressionisten wandte sich das Sammlerpaar auch der modernen Malerei zu. Schwerpunkte dieser Sammlung waren fünf Gemälde von Pierre-Auguste Renoir und 16 Arbeiten von Claude Monet. Letzteren besuchte Ryerson 1920 persönlich in dessen Landhaus in Giverny. Zu den anderen französischen Malern der Jahrhundertwende in der Sammlung Ryerson gehörten Édouard Manet, Edgar Degas, Paul Cézanne, Paul Gauguin, Paul Signac und Odilon Redon. Die bevorzugten US-amerikanischen Künstler in der Sammlung waren Mary Cassatt, John Singer Sargent und Winslow Homer.

## Bilder der Sammlung Ryerson

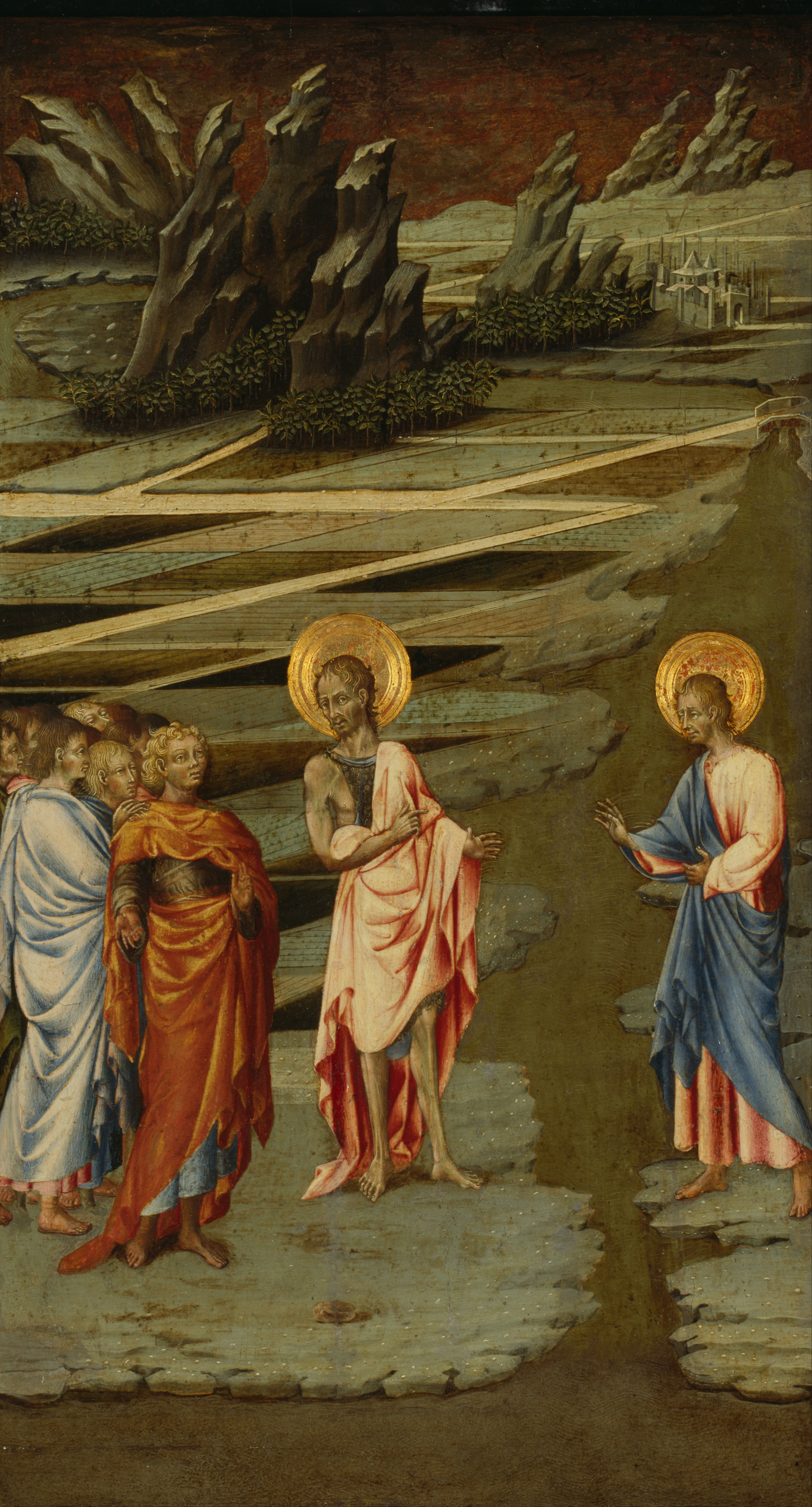
Giovanni di Paolo: Ecce Agnus Dei
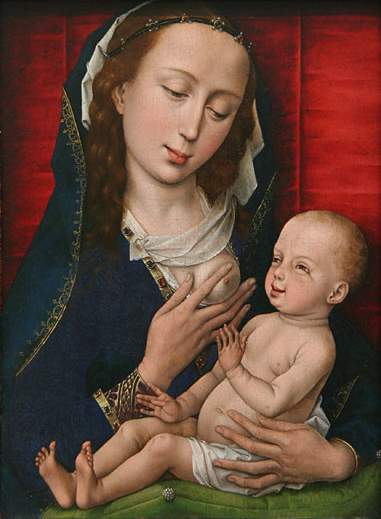
Rogier van der Weyden: Jungfrau mit Kind
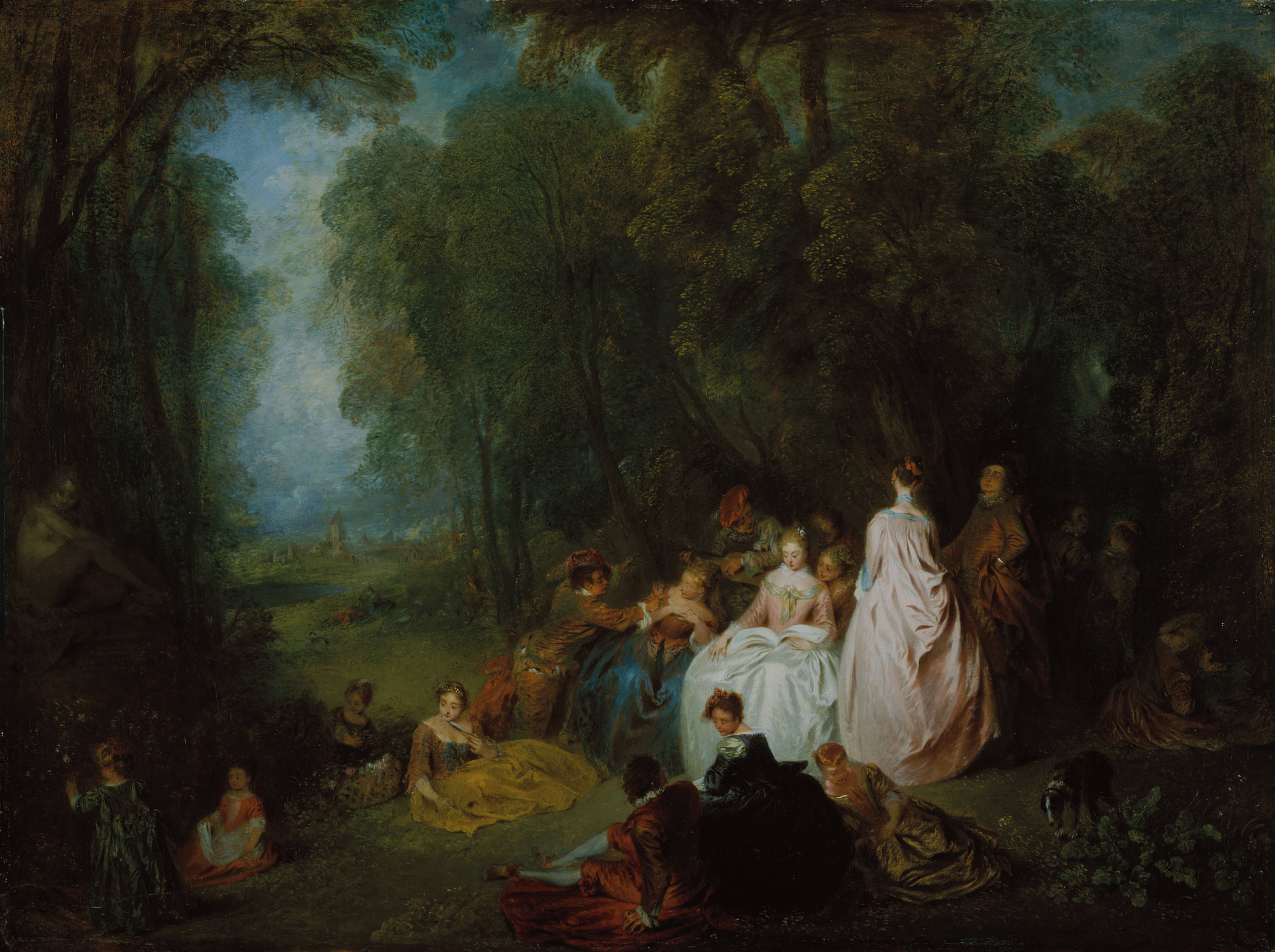
Antoine Watteau: Fête champêtre
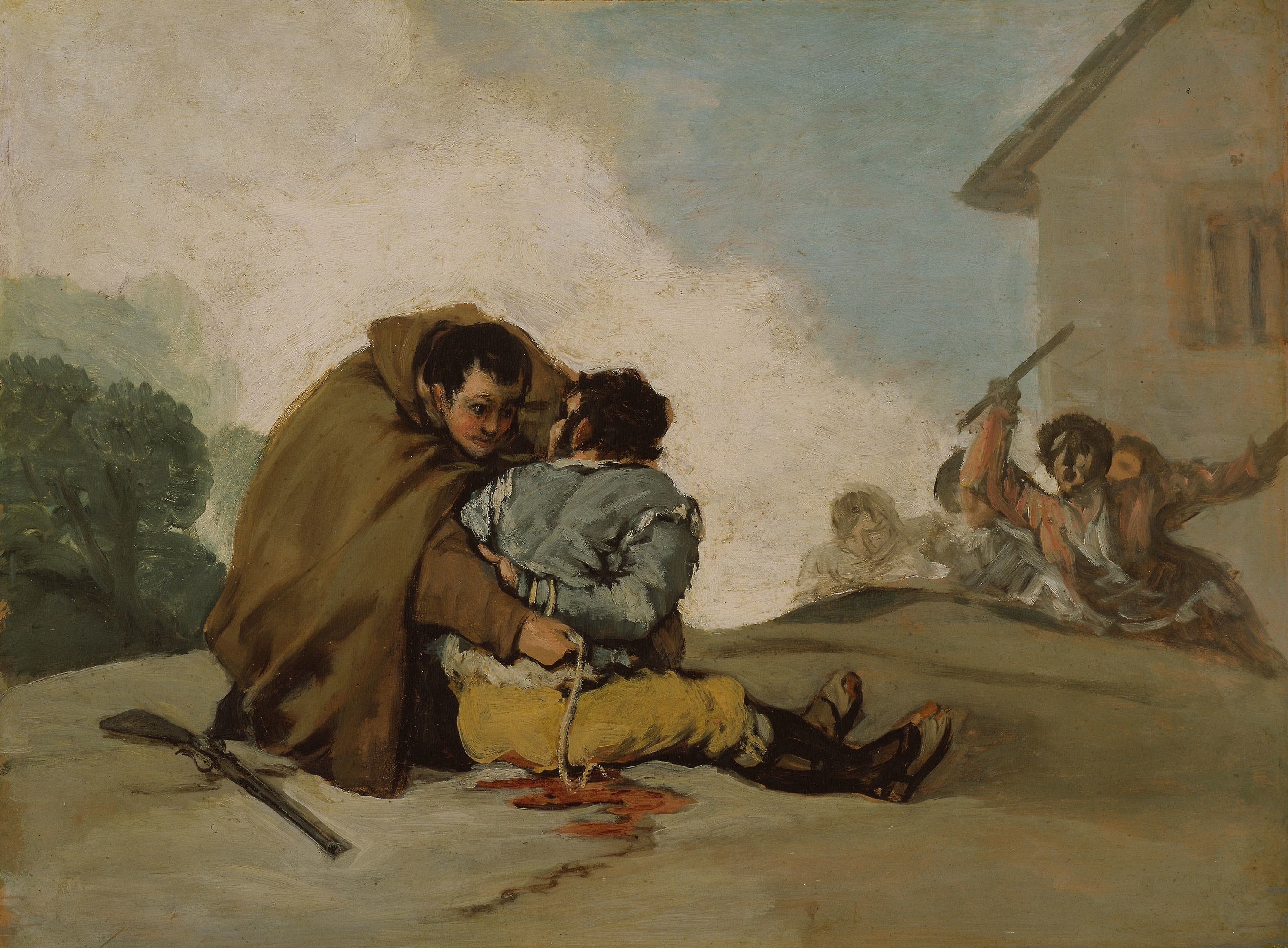
Francisco de Goya: Pedro fesselt Margato mit einem Seil
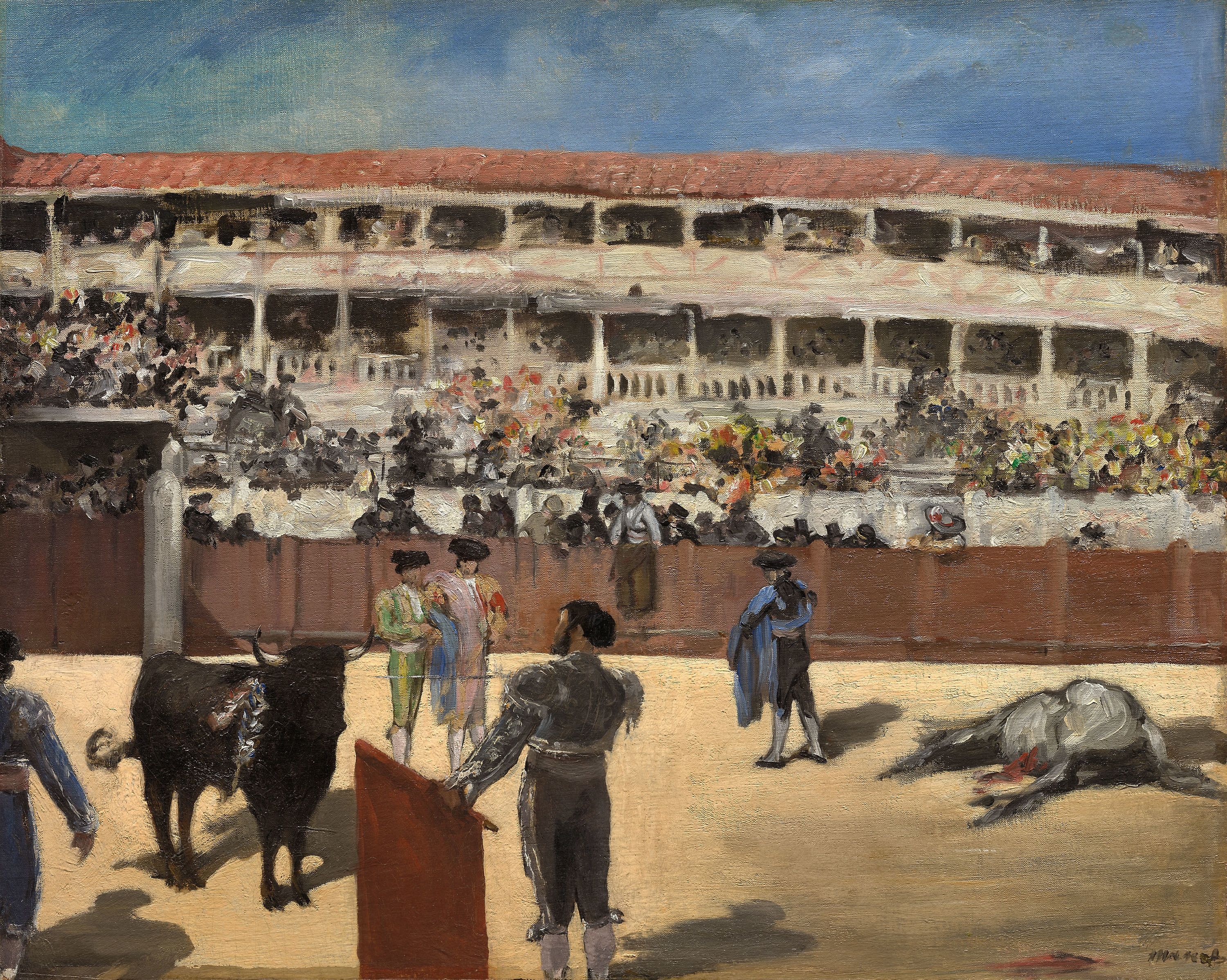
Édouard Manet: Der Stierkampf
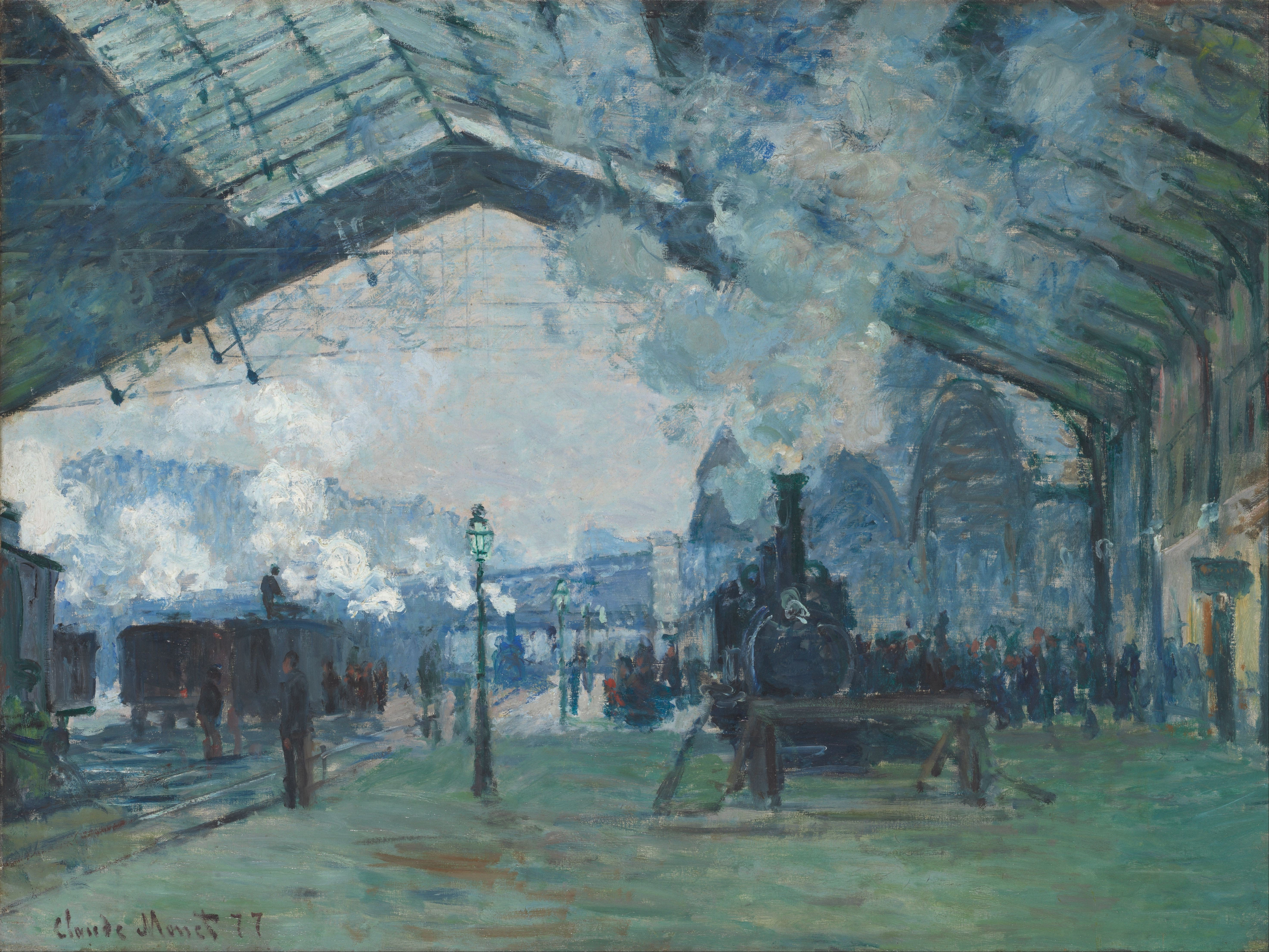
Claude Monet: Bahnhof Saint Lazare
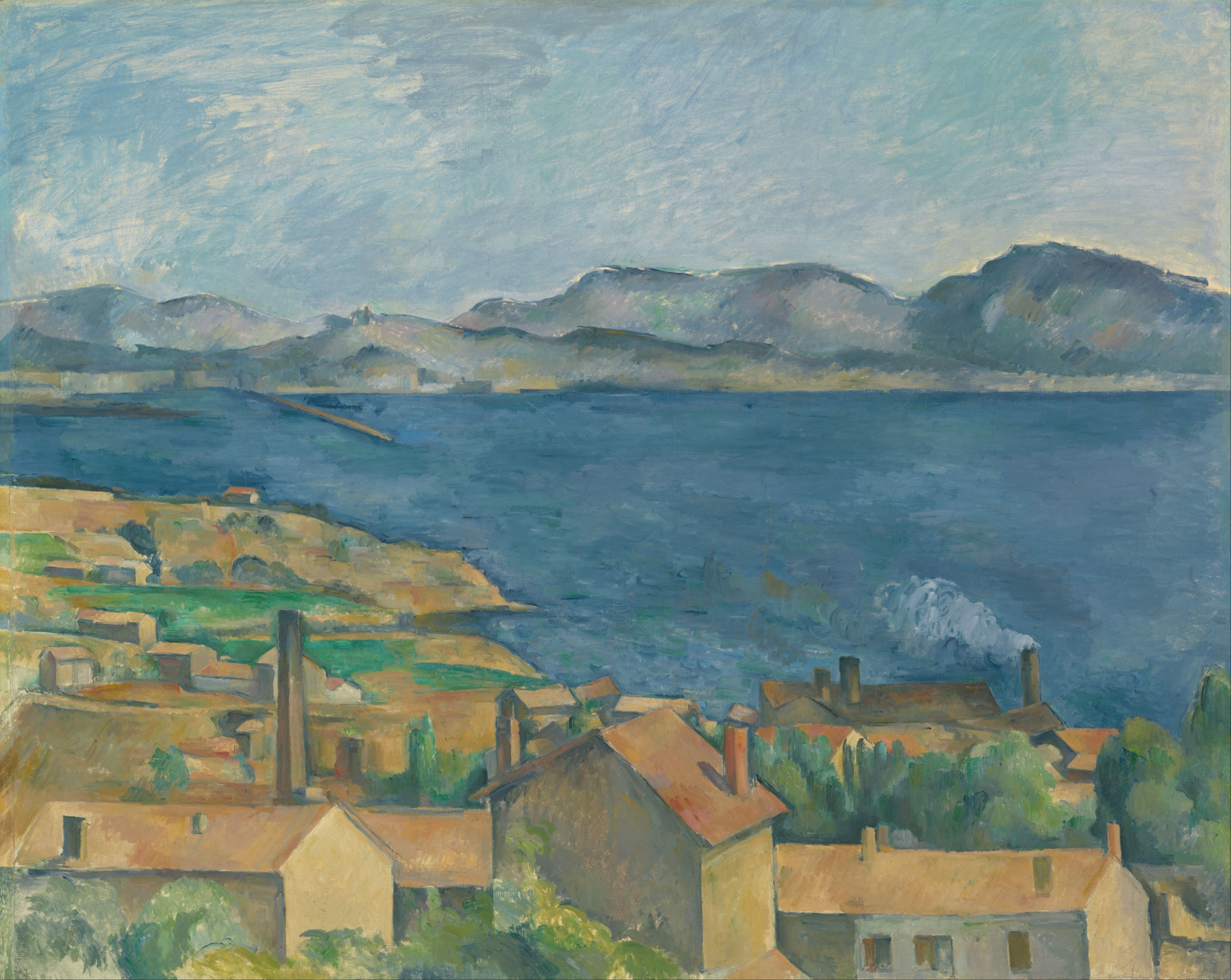
Paul Cézanne: Die Bucht von Marseille
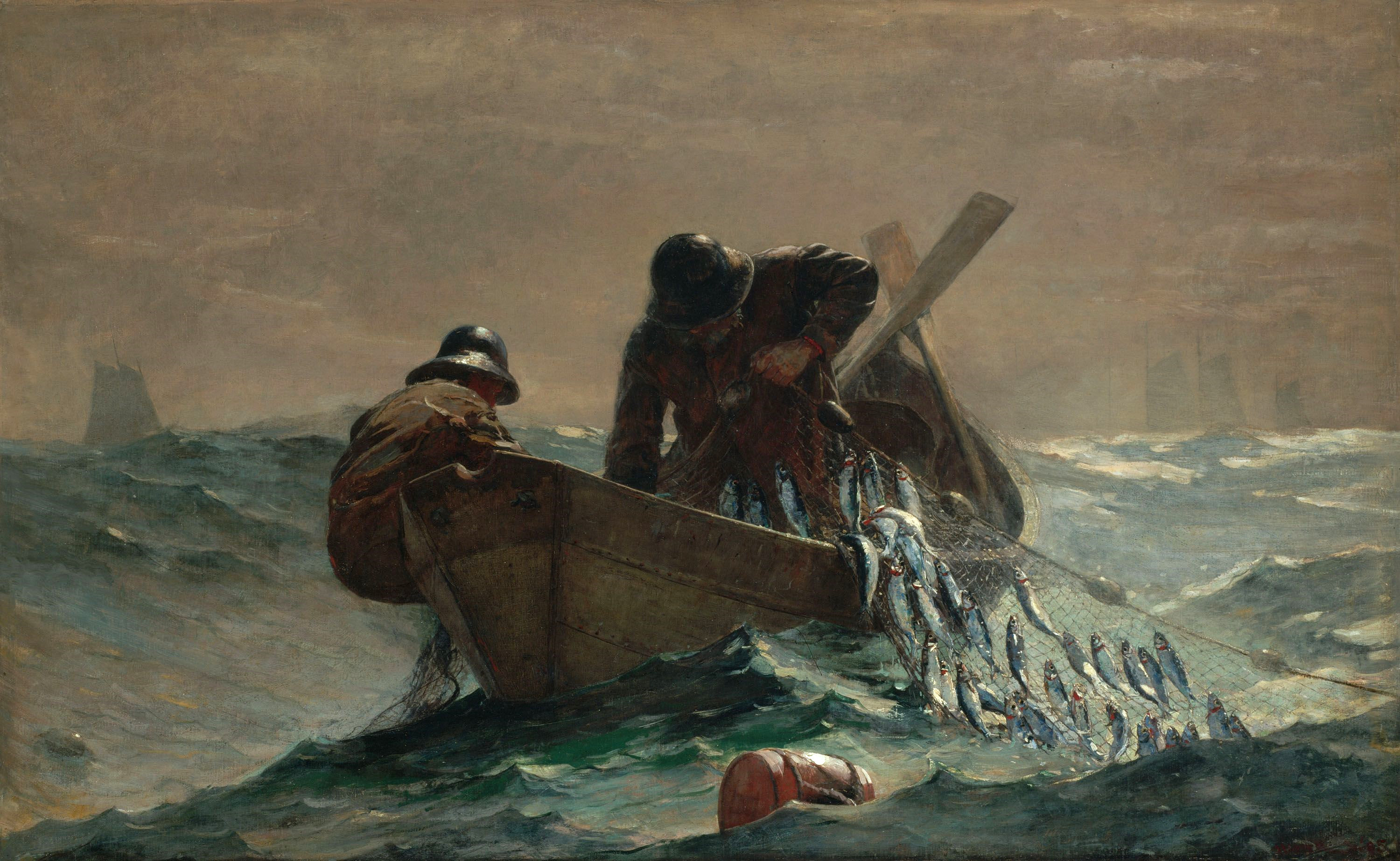
Winslow Homer: The Herring Net